# Collegio di Hammersmith and Chiswick
Hammersmith and Chiswick è un collegio elettorale inglese situato nella Grande Londra, e rappresentato alla Camera dei Comuni del Parlamento del Regno Unito. Elegge un membro del Parlamento con il sistema first-past-the-post, ossia maggioritario a turno unico; l'attuale parlamentare è Andy Slaughter del Partito Laburista, che rappresenta il collegio dal 2024.

## Estensione
Il collegio è costituito dai seguenti ward:
- nel borgo di Hammersmith e Fulham: Addison, Avonmore, Brook Green, Coningham, Grove, Hammersmith Broadway, Ravenscourt Park, Shepherd's Bush Green, Wendell Park e White City;
- nel borgo di Hounslow: Chiswick Gunnersbury, Chiswick Homefields e Chiswick Riverside.[1]

## Membri del Parlamento
| Elezione | Elezione | Deputato       | Partito   |
| -------- | -------- | -------------- | --------- |
|          | 2024     | Andy Slaughter | Laburista |

## Elezioni

### Elezioni negli anni 2020
| Partito                    | Partito                                      | Candidato                  | Risultati 4 luglio 2024 | Risultati 4 luglio 2024 |
| Partito                    | Partito                                      | Candidato                  | Voti                    | %                       |
| -------------------------- | -------------------------------------------- | -------------------------- | ----------------------- | ----------------------- |
|                            | Laburista                                    | Andy Slaughter             | 24 073                  | 52,31                   |
|                            | Conservatore                                 | Andrew Dinsmore            | 8 783                   | 19,08                   |
|                            | Verdi                                        | Naranee Ruthra-Rajan       | 4 468                   | 9,71                    |
|                            | Lib Dem                                      | Eraj Rostaqi               | 4 292                   | 9,33                    |
|                            | Reform UK                                    | Louise Petano-Heathcote    | 2 929                   | 6,36                    |
|                            | Rejoin Eu                                    | Bill Colegrave             | 821                     | 1,78                    |
|                            | Workers                                      | Raj Gill                   | 439                     | 0,95                    |
|                            | Rivoluzionario dei Lavoratori                | Scott Dore                 | 216                     | 0,47                    |
|                            |                                              |                            |                         |                         |
| Iscritti                   | Iscritti                                     | Iscritti                   | 75 860                  | 100,00                  |
| ↳ Votanti (% su iscritti)  | ↳ Votanti (% su iscritti)                    | ↳ Votanti (% su iscritti)  | 46 021                  | 60,67                   |
| ↳ Astenuti (% su iscritti) | ↳ Astenuti (% su iscritti)                   | ↳ Astenuti (% su iscritti) | 29 839                  | 39,33                   |
|                            |                                              |                            |                         |                         |
|                            | Esito: collegio a Laburista (nuovo collegio) |                            |                         |                         |